# Мікаел Колоян
Мікаел Колоян (21 червня 1983) — вірменський плавець.
Учасник Олімпійських Ігор 2008, 2012 років.